# Liste der Straßen in Essen-Byfang
Die Liste der Straßen in Essen-Byfang beschreibt das Straßensystem im Essener Stadtteil Byfang mit den entsprechenden historischen Bezügen.

## Überblick
In Byfang leben 2013 Einwohner (30. September 2022) auf einer Fläche von 4,12 km². Der Stadtteil zählt zum Stadtbezirk VIII Essen-Ruhrhalbinsel. Byfang bildet zusammen mit Kupferdreh und einem Teil von Fischlaken den Postleitzahlenbezirk 45257.
Der Stadtteil wird, im Norden beginnend, im Uhrzeigersinn folgendermaßen begrenzt:
 Deipenbecktal zu Überruhr, weiterer Verlauf der Straße, Talstraße und Deipenbecke zu Burgaltendorf, weiterer Verlauf der Deipenbecke, eine Linie östlich der Scheebredde und Kohlenstraße zu Hattingen-Niederwenigern und Hattingen-Niederbonsfeld, Prinz-Wilhelm-Bahn, Eisenhammerweg, Reulsbergweg, Hirtental, Byfanger Straße, Bissenkamp, Kleingartenanlage Engelssiepen, Schroertal und Bundesautobahn 44 zu Kupferdreh, Ruhr zu Heisingen.
 Somit wird die Siedlung rund um das alte Byfanger Gerichtshaus, die auch als Alt-Byfang bekannt ist, aber offiziell zu Kupferdreh gehört, nicht in dieser Liste aufgeführt.
In Byfang gibt es 27 benannte Verkehrsflächen, darunter keinen Platz. Davon befinden sich zwölf Straßen nur teilweise im Stadtteil:

Byfanger Straße, Eisenhammerweg, Niederweniger Straße, Nierenhofer Straße und Reulsbergweg verlaufen zu Teilen auch in Kupferdreh, Bissenkamp und Hirtental bilden die Grenze zu diesem Stadtteil. Deipenbecke und Deipenbecktal werden in Burgaltendorf fortgesetzt, letztere bildet außerdem auf ganzer Länge die Grenze zu Überruhr. Die Langenberger Straße wird in Überruhr fortgeführt. Die Kohlenstraße beginnt in Burgaltendorf, verläuft durch Niederwenigern und bildet südlich der Besiedlung die Grenze zwischen Byfang und Hattingen(-Niederbonsfeld). Sie führt weiter bis nach Velbert-Nierenhof. Außerdem führt die Theodor-Heuss-Brücke die Bundesautobahn 44 von Heisingen aus über die Ruhr.
In Byfang befindet sich die Anschlussstelle 40 der Bundesautobahn 44 Essen-Überruhr. Außerdem verlaufen folgende Landes- und Kreisstraßen im Stadtteil:
- Landesstraße 191: A 44 – Langenberger Straße – (weiter in Überruhr)
- Landesstraße 439: (aus Kupferdreh kommend) – Nierenhofer Straße – (weiter in Hattingen-Niederbonsfeld)
- Kreisstraße 3: (aus Kupferdreh kommend) – Niederweniger Straße  – (weiter in Hattingen-Niederwenigern)

## Liste der Straßen
Die nachfolgende Tabelle gibt eine Übersicht über die vorhandenen Straßen und Wege im Stadtteil sowie einige dazugehörige Informationen.
- Name: aktuelle Bezeichnung der Straße oder des Platzes.
- Länge/Maße in Metern:
 Die in der Übersicht enthaltenen Längenangaben sind gerundete Übersichtswerte, die in Google Earth mit dem dortigen Maßstab ermittelt wurden. Sie dienen Vergleichszwecken und werden, sofern amtliche Werte bekannt sind, ausgetauscht und gesondert gekennzeichnet.
 Der Zusatz (im Stadtteil) gibt an, dass die Länge die des Straßenabschnitts innerhalb von Byfang ist, da die Straße in benachbarte Stadtteile weitergeführt wird.
- Herleitung: Ursprung oder Bezug des Namens
- Datum der Benennung: amtliche Erstbenennung
- Anmerkungen: zusätzliche Informationen
- Bild: Foto der Straße oder eines anliegenden Objekts

| Name                 | Länge/Maße (in Metern)        | Herleitung                                                          | Datum der Benennung | Bemerkungen | Bild                                                           |
| -------------------- | ----------------------------- | ------------------------------------------------------------------- | ------------------- | --- | -------------------------------------------------------------- |
| Am Schroer           | 200                           | Kotten Schroer                                                      | 31. März 1955       | Es handelt sich um eine alte Lagebezeichnung, die „beim Kotten Schroer“ meint. 1826 besitzt Everhard Schroer in Byfang einen Kotten von 11 Morgen. Später besaß Heinrich Hohner den Kotten, dann ging er in den Besitz eines Heinrich Wilhelm Beckmann über. Die Straße Am Schroer ist eine Verbindung zwischen Fahrenberg und Düschenhofer Wald. |                                                                |
| Auf der Knappe       | 450                           | „Auf der Knappe“, Lagebezeichnung                                   | 2. Juli 1958        | Die Straße „Auf der Knappe“ zweigt vom Nöckersberg am Byfanger Friedhof vorbei zum Fahrenberg ab. Sie ist nach einer mündlich überlieferten Lagebezeichnung benannt. |                                                                |
| Bissenkamp           | 150 im Stadtteil              | Zeche Bissenkamp, mundartliche Bezeichnung für die Zeche Beisenkamp | 20. Nov. 1937       | „Bissenkamp“ war ursprünglich der Name eines Nummerierungsbezirks in Byfang, der später auf die Zeche Beisenkamp überging, die 1802 in Betrieb ging und 1851 stillgelegt wurde. Die Straße Bissenkamp hieß bis 1937 Siepenweg, sie zweigt vom Engelssiepen in Kupferdreh (Alt-Byfang) ab und liegt nur teilweise in Byfang. |                                                                |
| Breddemannweg        | 550                           | Kotten Breddemann                                                   | 20. Nov. 1937       | Der alte Kotten Breddemann wird 1795 erwähnt. Er wechselte im Laufe der Zeit häufig seinen Besitzer. Der nach dem Kotten benannte Breddemannweg führt vom Düschenhofer Wald ostwärts nach Niederwenigern, wo er als Breddestraße fortgeführt wird. |                                                                |
| Byfanger Straße      | 500 im Stadtteil              | nach Byfang selbst benannt                                          | 27. Nov. 1933       | Die Byfanger Straße führt aus Kupferdreh nach Byfang, wo sie am Düschenhofer Wald endet, und ist daher nach dem Stadtteil benannt. Bis 1933 hieß sie Wiesenstraße, zuvor bis 1911 Oststraße. |                                                                |
| Dattenberg           | 750                           | Dattenberg, Familienname                                            | 13. Nov. 1900       | „Dattenberg“ war ursprünglich der Name eines Nummerierungsbezirks, der auf den Flur- und Familiennamen Dattenberg zurückgeht. 1810 sind Peter hinterste Dattenberg und Conrad vorderste Dattenberg als Grundbesitzer belegt. Die Straße Dattenberg verbindet die Kohlenstraße im Süden des Stadtteils mit der Nierenhofer Straße. |                                                                |
| Deile                | 1400                          | „Deile“, Bachlauf                                                   | 13. Nov. 1900       | Der Name „Deile“ bezeichnete ursprünglich einen Nummerierungsbezirk und war von der Deile, einem Zufluss des Deilbachs, der neben der Straße fließt, abgeleitet. Dieser Bezirksname ging später auf die Straße Deile über, die von der Niederweniger Straße südwärts bis zur Nierenhofer Straße zum Deilmannshof führt. |                                                                |
| Deilmannshof         | 110                           | Hof Deilmann, altes Bauerngut                                       | 2. Dez. 1965        | Der alte Deilmannshof wird schon im Rellinghauser Intradenverzeichnis von 1366 bis 1400 genannt. Der Hof gehört heute der Stadt Essen und wird für den Reitsport genutzt. Die Straße Deilmannshof zweigt nahe dem Hof von der Straße Deile ab. Sie wurde im Juni 1965 Frisches Glück genannt, erhielt dann im Dezember den neuen Namen Deilmannshof. | Deilmannshof                                                   |
| Deipenbecke          | 550 im Stadtteil              | „Deipenbecke“, Bachlauf                                             | 11. Juni 1911       | Die Straße „Deipenbecke“ beginnt am Deipenbecktal in Burgaltendorf, durchquert Byfang parallel zum Bach Deipenbecke und verlässt den Stadtteil wieder in Richtung Burgaltendorf. Sie ist kaum ausgebaut und nicht befahrbar. Ursprünglich bezeichnete der Name nur einen Nummerierungsbezirk und wurde erst 1911 auf die Straße übertragen. |                                                                |
| Deipenbecktal        | 800 im Stadtteil              | Straße im Tal des Bachlaufs „Deipenbecke“                           | 16. Dez. 1970       | Die Straße Deipenbecktal führt aus Byfang nach Burgaltendorf. Sie liegt im Tal der Deipenbecke und trägt daher ihren Namen. Bis 1970 hieß sie Kupferdreher Straße, zuvor bis 1911 Deipenbeckstalweg. |                                                                |
| Düschenhofer Wald    | 1500                          | Wald des Hofs Düsche                                                | 20. Nov. 1937       | Der Hof Düsche war ein Behandigungsgut des Kapitels von Rellinghausen, der in den Oberhof Kirchfeld gehörte. Er wurde 1795 erwähnt. Der „Düschenhofer Wald“ meint ein zum Hof gehörendes Stück Wald, durch den diese Straße führt. Sie verbindet den Nöckersberg mit der Niederweniger Straße. Bis 1937 hieß sie Düschenweg. | Düschenhofer Wald                                              |
| Eisenhammerweg       | 160 im Stadtteil              | Deilbachhammer, Wasserhammer in Byfang                              | 30. Sep. 1935       | Der Deilbachhammer ist ein Wasserhammer an der Grenze zwischen Byfang und Kupferdreh, der noch bis Ende des 19. Jahrhunderts in Betrieb war, um Eisen zu hämmern. Der Deilbachhammer wurde um 1550 erbaut und stand seit 1917 still. 1936/37 stellten Stiftungen, die Stadt Essen, die Friedrich Krupp AG und andere Interessierte den Hammer wieder her, um ihn für Anschauungszwecke nutzen zu können. Der nach dem Hammer benannte Eisenhammerweg führt von der Nierenhofer Straße südwärts nach Kupferdreh zum Deilbachtal. Zwischen der Eisenbahnstrecke Prinz-Wilhelm-Bahn und der Nierenhofer Straße bildet sie die Grenze zum Stadtteil Kupferdreh. |                                                                |
| Endemannhöhe         | 400                           | Kotten Endemann                                                     | 23. Jan. 1957       | 1826 wird der Kotten Endemann erwähnt, der einem Heinrich Endemann gehört und rund acht Morgen groß ist. Die Endemannhöhe ist nach diesem Kotten benannt, sie verbindet Nöckersberg und Pothsberg. |                                                                |
| Fahrenberg           | 1500                          | „Fahrenberg“, Nummerierungsbezirk, Kotten- und Flurname             | etwa 1910           | Der Fahrenberg führt von der Langenberger Straße ostwärts bis zum Düschenhofer Wald, hinter der Kreuzung wird er als Kleinheide fortgeführt. Einige Stichstraßen sind ihm zugeordnet. Seinen Namen trägt er nach einem alten Nummerierungsbezirk, dessen Name auf die Straße übergegangen ist und der sich von einem Kotten- und Flurnamen ableitet. Die älteste Erwähnung des Namens ist fast 700 Jahre alt und stammt aus der Kindlingerschen Urkundensammlung. In einer Bulle des Papstes Clemens V. vom März 1317 werden der Ritter Theoderich von Holtoye, sein Sohn und acht weitere Ritter und Knappen – weil sie geraubt und geplündert haben – mit dem Kirchenbann belegt. Im Juli 1318 übergab Theoderich von Holtoye der Abtei zu Essen seine Güter im Varenberg und im Dudenberge (Dumberg), die er als erbliche Lehen von der Abtei zurückerhält. Damit ist Genugtuung geleistet und der Ritter wird vom Kirchenbann befreit. |                                                                |
| Hirtental            | 400                           | willkürliche Namensgebung                                           | 12. Nov. 1934       | Das Hirtental ist eine Stichstraße zur Byfanger Straße an der Grenze von Byfang und Alt-Byfang (Kupferdreh). Ihr Name lässt sich nicht auf einen Flurnamen zurückführen, sondern ist eine erfundene Bezeichnung. |                                                                |
| Kleinheide           | 500                           | Kotten Kleinheide                                                   | etwa 1928           | Der Kotten Kleinheide wird in der Mutterrolle 1826 das erste Mal erwähnt. Nach ihm ist diese Straße benannt, die als Verlängerung des Fahrenbergs hinter dem Düschenhofer Wald bis zur Kohlenstraße in Niederwenigern führt. |                                                                |
| Kohlenstraße         | 1350 im Stadtteil (900 + 450) | Weg für den Kohlentransport                                         | 16. Juni 1911       | Die Kohlenstraße führt von Burgaltendorf über Niederwenigern bis Nierenhof. Zwischen Niederwenigern und Kupferdreh bildet sie auf einem großen Stück die Grenze zwischen Byfang und Niederwenigern. Auf einer kurzen Strecke verlässt sie allerdings die Grenze in einem Bogen ostwärts. Die Straße ist Teil eines alten Weges zwischen Burgaltendorf und Langenberg, der dem Kohlentransport diente. Schon lange vor der offiziellen Benennung war der Name Kohlenweg oder Kohlweg gebräuchlich. |                                                                |
| Langenberger Straße  | 750 im Stadtteil              | Langenberg, Stadt im Kreis Mettmann                                 | 20. Nov. 1937       | Die Langenberger Straße führt von Überruhr aus in Richtung Langenberg. Zwischen Deipenbecktal und Schroertal liegt sie in Byfanger Gebiet, in Kupferdreh wird sie als Kupferdreher Straße fortgeführt. Ursprünglich hieß sie Ruhrstraße. | Zeche Himmelfürster Erbstollen an der Langenberger Straße      |
| Möllershus           | 800                           | Kotten Möllers                                                      | 29. Juni 1967       | Die Straße führte früher zum Kotten Möllers, im Volksmund „Möllershus“ genannt. Sie stellt eine Stichstraße zum Dattenberg dar, dem sie bis 1967 zugeordnet war. | Möllershus                                                     |
| Niederweniger Straße | 1000 im Stadtteil             | Niederwenigern, Stadtteil von Hattingen                             | 20. Jan. 1908       | Die Straße führt von Kupferdreh aus in den Hattinger Stadtteil Niederwenigern und ist daher nach diesem benannt. Bis 1908 hieß sie Oeststraße. | ehemaliges Schulgebäude Oberbyfang an der Niederweniger Straße |
| Nierenhofer Straße   | 1100 im Stadtteil             | Nierenhof, Stadtteil von Velbert                                    | 27. Nov. 1907       | Die Nierenhofer Straße führt von Kupferdreh-Dilldorf in Richtung des Velberter Stadtteils Nierenhof. Sie liegt an der Südgrenze von Byfang. Bis 1907 hieß sie Hauptstraße. | Zeche Victoria an der Nierenhofer Straße                       |
| Nöckersberg          | 1400                          | Nöckerskotten                                                       | 20. Nov. 1937       | Der Nöckerskotten war ein Behandigungsgut, das zum Krümpkenhof in Überruhr und damit zusammen zum Oberhof Kirchfeld gehörte. Nach ihm ist der Nöckersberg benannt, der von der Langenberger Straße nach Burgaltendorf führt und dabei Byfang einmal durchquert. Mit der katholischen Barbarakirche befindet sich hier der Ortskern von Byfang. Ursprünglich war die Straße dem Deipenbeckstalweg zugeordnet. | Barbarakirche am Nöckersberg                                   |
| Nöckersleite         | 1000                          | Abzweig zur Straße Nöckersberg                                      | 21. Sep. 1955       | „Leite“ meint „Hang“, somit ist die Nöckersleite danach benannt, dass sie einen Abzweig zum Nöckersberg darstellt. Sie verbindet diesen nämlich mit dem weiter südlich gelegenen Fahrenberg. |                                                                |
| Pothsberg            | 850                           | Kotten Poth                                                         | 23. Jan. 1957       | 1795 wird der Kotten „am Pothe“ genannt. Nach diesem ist der Pothsberg benannt, der von der Straße Deipenbecke südwärts zum Nöckersberg führt und hinter diesem als Düschenhofer Wald fortgesetzt wird. | Pothsberg                                                      |
| Reulsbergweg         | 1100 im Stadtteil             | Hof Reul, altes Bauerngut                                           | 26. Mai 1939        | Der Hof Reul wird schon in einer Urkunde vom 16. Juni 1451 genannt, in der Dietrich von der Leythen und seine Schwester Margarethe das Bauerngut an Johann von dem Vytinckhove verkaufen. Der Reulsbergweg war die Zufahrt zu diesem Hof und führte steil bergan. Deswegen hieß er „Reulsberg“ oder später eben Reulsbergweg. Er führt aus Kupferdreh bis zur Niederweniger Straße, eine Stichstraße zählt zu Byfang, zwischen dieser und der Niederweniger Straße stellt der Reulsbergweg die Grenze zwischen beiden Stadtteilen dar. Ursprünglich wurde er Steinacker genannt. |                                                                |
| Scheebredde          | 450                           | „Bredde“, Flurname                                                  | 20. Nov. 1937       | Der Name leitet sich vom Flurnamen „Bredde“ ab, den später auch ein Nummerierungsbezirk trug. Zur besseren Unterscheidung wurde der Straße der Zusatz „Schee-“ im Sinne von Scheide, Grenze gegeben, der sich auf die Lage an der Stadtgrenze bezieht. Die Straße Scheebredde verbindet im Osten von Byfang Breddemannweg und Niederweniger Straße. | Scheebredde                                                    |
| Theodor-Heuss-Brücke | 290 im Stadtteil              | Theodor Heuss, 1884–1963, erster Bundespräsident                    | 17. Feb. 1982       | Die Theodor-Heuss-Brücke ist die Brücke der Bundesautobahn 44 über die Ruhr, von Heisingen nach Byfang. Sie ist nach dem ersten deutschen Bundespräsidenten Theodor Heuss benannt. |                                                                |

## Liste ehemaliger Straßennamen
Die Liste ehemaliger Straßennamen erhebt keinen Anspruch auf Vollständigkeit.
| Name                | von       | bis           | umbenannt in (aktuell) | Herleitung      | Bemerkungen |
| ------------------- | --------- | ------------- | ---------------------- | --------------- | --- |
| Deipenbeckstalweg   |           | 1911          | → Deipenbecktal        |                 | |
| Düschenweg          |           | 20. Nov. 1937 | → Düschenhofer Wald    | Hof Düsche      | Der Hof Düsche war ein Behandigungsgut des Kapitels von Rellinghausen, der in den Oberhof Kirchfeld gehörte. Er wurde 1795 erwähnt. |
| Frisches Glück      | Juni 1965 | 2. Dez. 1965  | → Deilmannshof         |                 | |
| Hauptstraße         |           | 27. Nov. 1907 | → Nierenhofer Straße   |                 | |
| Kupferdreher Straße | 1911      | 16. Dez. 1970 | → Deipenbecktal        |                 | |
| Oeststraße          |           | 20. Jan. 1908 | → Niederweniger Straße |                 | |
| Oststraße           |           | 1911          | → Byfanger Straße      |                 | |
| Ruhrstraße          |           | 20. Nov. 1937 | → Langenberger Straße  | Straße zur Ruhr | |
| Siepenweg           |           | 20. Nov. 1937 | → Bissenkamp           |                 | |
| Steinacker          |           | 26. Mai 1939  | → Reulsbergweg         |                 | |
| Wiesenstraße        | 1911      | 27. Nov. 1933 | → Byfanger Straße      |                 | |